# Tetragonicipitidae
Tetragonicipitidae vormen een familie uit de orde Harpacticoida, een onderklasse van de eenoogkreeftjes.

## Geslachten
- Aigondiceps
- Diagoniceps
- Godianiceps
- Laophontella
- Mwania
- Neogoniceps
- Odaginiceps
- Oniscopsis
- Paraschizopera
- Phyllopodopsyllus
- Protogoniceps
- Pteropsyllus
- Tetragoniceps